# Castelo de Castelo Bom
O Castelo de Castelo Bom localiza-se na aldeia e na freguesia de Castelo Bom, no Município de Almeida, Distrito da Guarda, em Portugal.
Ergue-se em posição dominante num cabeço rochoso, sobranceiro ao rio Côa, cuja travessia defendia. Integrante das terras de Ribacôa, é vizinho do Castelo de Almeida e do Castelo Mendo.
O Castelo de Castelo Bom está classificado como Monumento Nacional desde 1946.

## História

### Antecedentes
De acordo com os testemunhos arqueológicos, a primitiva ocupação humana de seu sítio remonta a um castro pré-histórico, da Idade do Bronze. Acredita-se que por sua posição estratégica sobre o rio, tenha sido ocupado continuamente desde então.

### O castelo medieval
À época da Reconquista cristã da Península Ibérica, a região foi inicialmente conquistada por forças do reino de Leão.
Os domínios de Castelo Bom e seu castelo passaram para a Coroa portuguesa como dote da Rainha Santa quando de seu casamento com D. Dinis, em 1282, tendo o soberano lhe outorgado foral em 1296. Integrante do território de Ribacôa, disputado a Leão por D. Dinis (1279-1325), a sua posse definitiva para Portugal foi assegurada pelo Tratado de Alcanices (1297). O soberano, a partir de então, procurou consolidar-lhe as fronteiras, fazendo reedificar o Castelo de Alfaiates, o Castelo de Almeida, o Castelo Bom, o Castelo Melhor, o Castelo Mendo, o Castelo Rodrigo, o Castelo de Pinhel, o Castelo do Sabugal e o Castelo de Vilar Maior. Nesse contexto foram iniciados os trabalhos de reedificação do castelo e da cerca da vila de Castelo Bom, que se estenderam pelo início do século XIV.
De acordo com iconografia de Duarte de Armas no seu Livro das Fortalezas (c. 1509), sob o reinado de D. Manuel (1495-1521), os muros do castelo apresentavam duas torres de planta quadrangular, dominados pela Torre de Menagem, com uma barbacã, também com duas torres, a sul, a norte. O muro da vila era duplo, com uma torre a noroeste. O soberano renovou o foral da vila (Foral Novo) em 1510, determinando a reparação do castelo e da cerca da vila, trabalhos iniciados a partir de 1512, a cargo do mestre de obras João Ortega e do pedreiro Pero Fernandes.

### Da Guerra da Restauração aos nossos dias
No contexto da Guerra da Restauração, era alcaide-mor da vila o Visconde de Vila Nova de Cerveira e Marquês de Ponte de Lima. O castelo contava com uma torre abaluartada (onde se situava a cadeia) e era defendido por duas peças de artilharia, constituindo importante posto de defesa da fronteira, tendo sido utilizado como refúgio pelos governadores da Beira. Acredita-se que datam deste período o Poço d’El Rei e o Poço da Escada.
Referenciado nas "Memórias Paroquiais de 1758", no contexto da Guerra dos Sete Anos, quando da invasão de Portugal em 1762, foi cercada e conquistada. Posteriormente, à época da Guerra Peninsular, invadido pelas tropas napoleônicas, o castelo foi destruído.
No século XIX, diante da extinção do Concelho de Castelo Bom (1834), inicou-se um período de decadência, que culminou com a degradação das defesas remanescentes da vila.
Em meados do século XX, o castelo foi classificado como Monumento Nacional, por Decreto publicado em 2 de Janeiro de 1946. Por esta época, a torre de menagem ainda se encontrava de pé, quando foi demolida por um particular que ali pretendia construir um abrigo para o seu burro. Entre 1987 e 1988, com os remanescentes do castelo parcialmente soterrados, foi elaborado um estudo para a recuperação do castelo por parte da Direcção-Geral dos Edifícios e Monumentos Nacionais (DGEMN).
Atualmente podem ser vistos entre os remanescentes os panos da muralha, a Porta da Vila, uma torre em ruínas, a pedra de armas com o antigo brasão da vila, a cisterna (Poço do Rei), um paiol, uma guarita e dois poços.

## Características

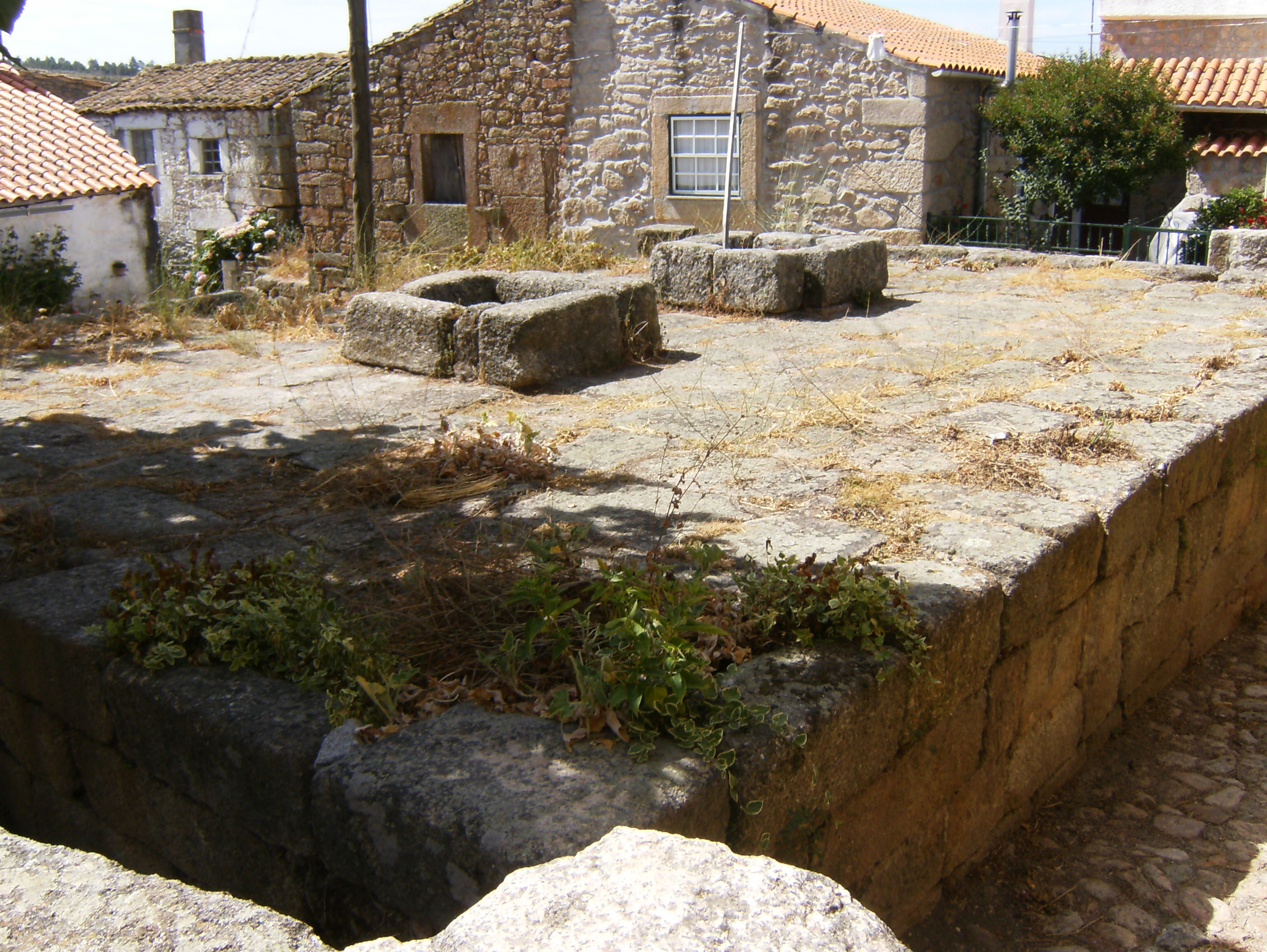
Poço d'El-Rei

Na cota de 725 metros acima do nível do mar, o castelo, em alvenaria de granito, apresenta planta de formato irregular, quase rectangular, orgânico, envolvido externamente por uma barbacã também de planta irregular na qual se rasga a Porta da Vila, a leste. Esta porta, com pavimento desnivelado, apresenta-se em arco quebrado pelo exterior e em arco pleno pelo interior, com cobertura em abóbada de berço e gonzos de cantaria. Pela face interna dos muros, uma escada de pedra acedia ao adarve e à torre de menagem, de planta quadrada, hoje em ruínas. Ainda num pano dos muros, a sul, destaca-se a pedra de armas com o brasão da antiga vila.
No setor sul, localiza-se a cisterna, denominada localmente como Poço do Rei, com planta retangular; a sul, o paiol, de planta circular, também conhecido como Rebolim ou Polvorim; dois poços serviam os defensores: o Poço da Escada, de planta quadrangular, e o Poço d’El Rei, de planta retangular.

## Um dos castelos da bandeira

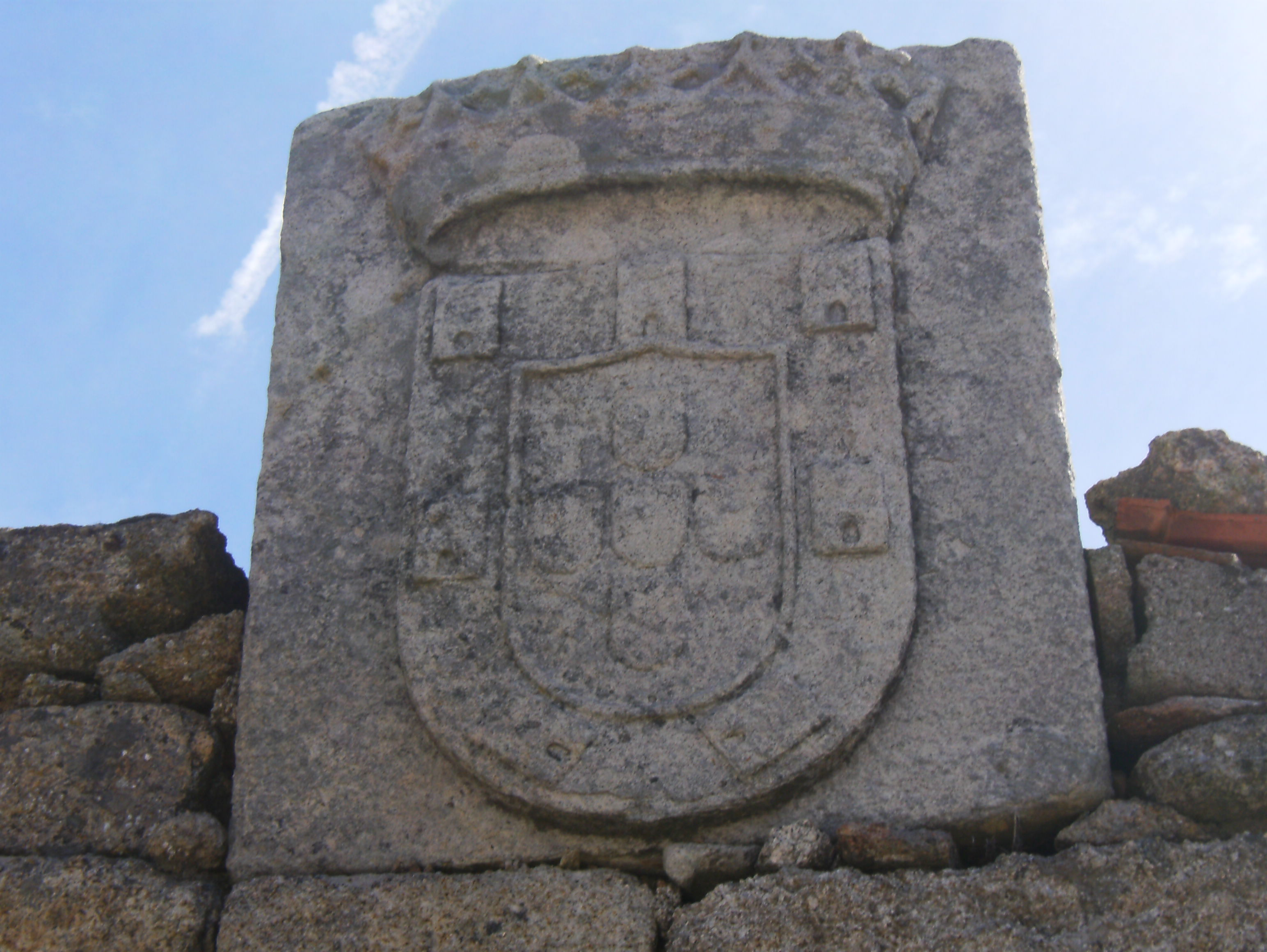
Brasão da Vila: um dos sete castelos representados será Castelo Bom

Uma das teorias explicativas para a origem dos sete castelos dourados representados no escudo e na bandeira nacional coloca Castelo Bom como sendo uma das praças representadas. A referida teoria identifica os sete castelos como sendo as sete praças raianas consagradas pelos portugueses no Tratado de Alcanices (Castelo Bom, Castelo Mendo, Almeida, Alfaiates, Sabugal, Vilar Maior, Castelo Rodrigo e Castelo Melhor). Este facto enche de orgulho as gentes de Castelo Bom, e atesta bem a importância secular deste castelo na defesa da integridade e da identidade de Portugal.[carece de fontes?]